# Орлова роща
Орло́ва ро́ща — лесопарк в городе Гатчине (Ленинградская область). Расположена в северной части города. С юго-запада к роще примыкает парк «Зверинец», с юго-востока — микрорайон Рощинский.
Планировочная структура представляет собой перпендикулярную сетку просек, пересечённых по диагонали извилистой дорогой. В Орловой роще расположен Петербургский институт ядерной физики им. Б. П. Константинова РАН.

## История

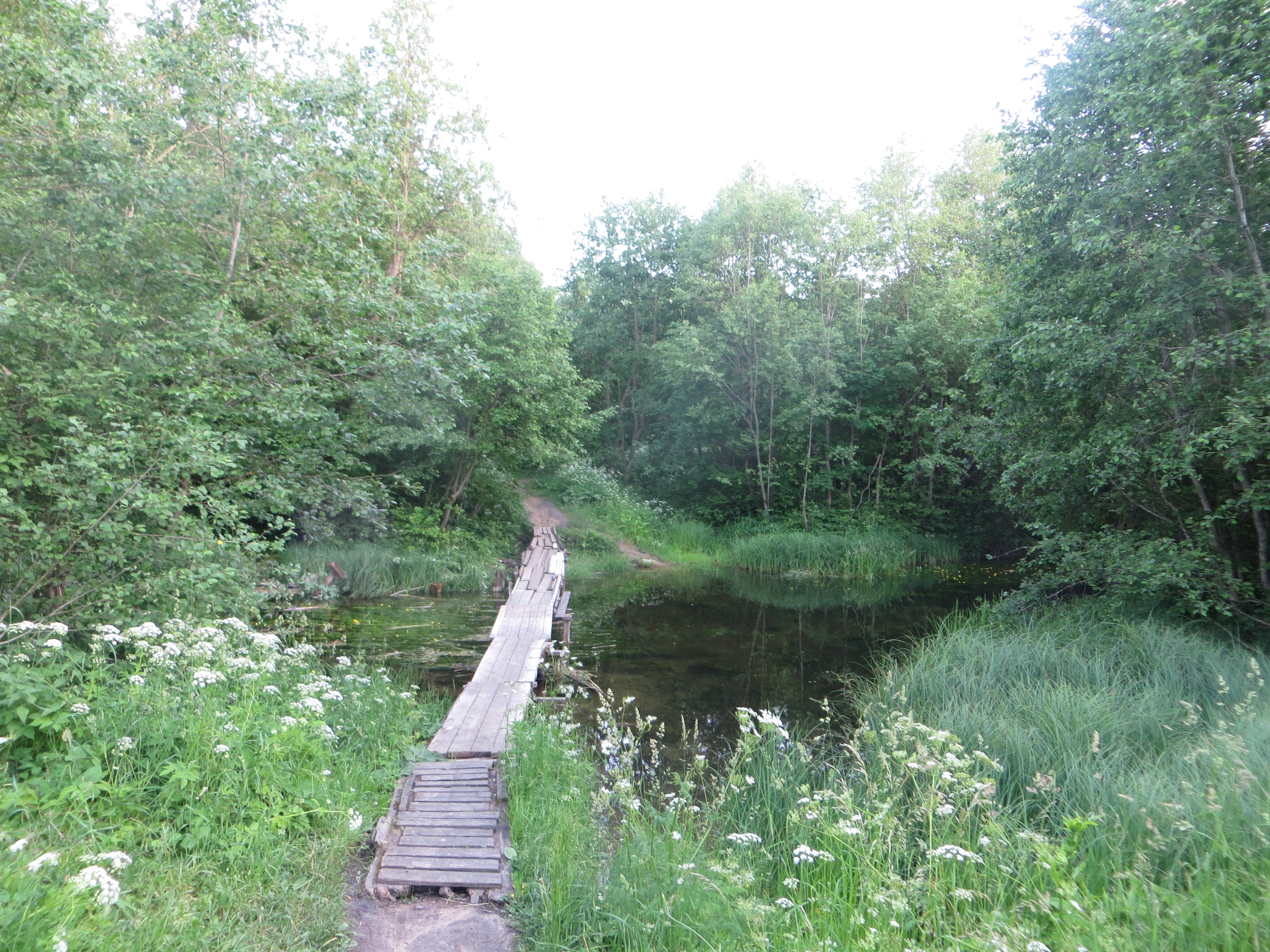
Мост через речку Тёплую в Орловой роще

Своё название эта роща получила по имени графа Григория Орлова, который был владельцем Гатчинской мызы с 1765 по 1783 год. Он был любителем охоты, именно с этой целью и была обустроена роща.
При Павле I Орлова роща становится частью пейзажного ансамбля гатчинских парков. В северной части рощи в павловскую эпоху располагался комплекс охотничьего замка, который был построен по проекту архитектора Антонио Ринальди.
В XIX веке роща была передана в состав Красносельского удельного ведомства, стала называться «Орловской лесной дачей». В 1850 году по указу Николая I охотничий дом был разобран до основания.
В 1906 году Орлова роща оказалась в центре революционных событий.
В 1955 году началось строительство института ядерной физики.